# Heilmannshausen
Heilmannshausen (auch: Wikramshausen) ist der Name einer Dorfwüstung bei Hanau im Main-Kinzig-Kreis in Hessen. Die Siedlung wird an der Lamboybrücke über die Kinzig am Weg in die kleine Bulau lokalisiert.

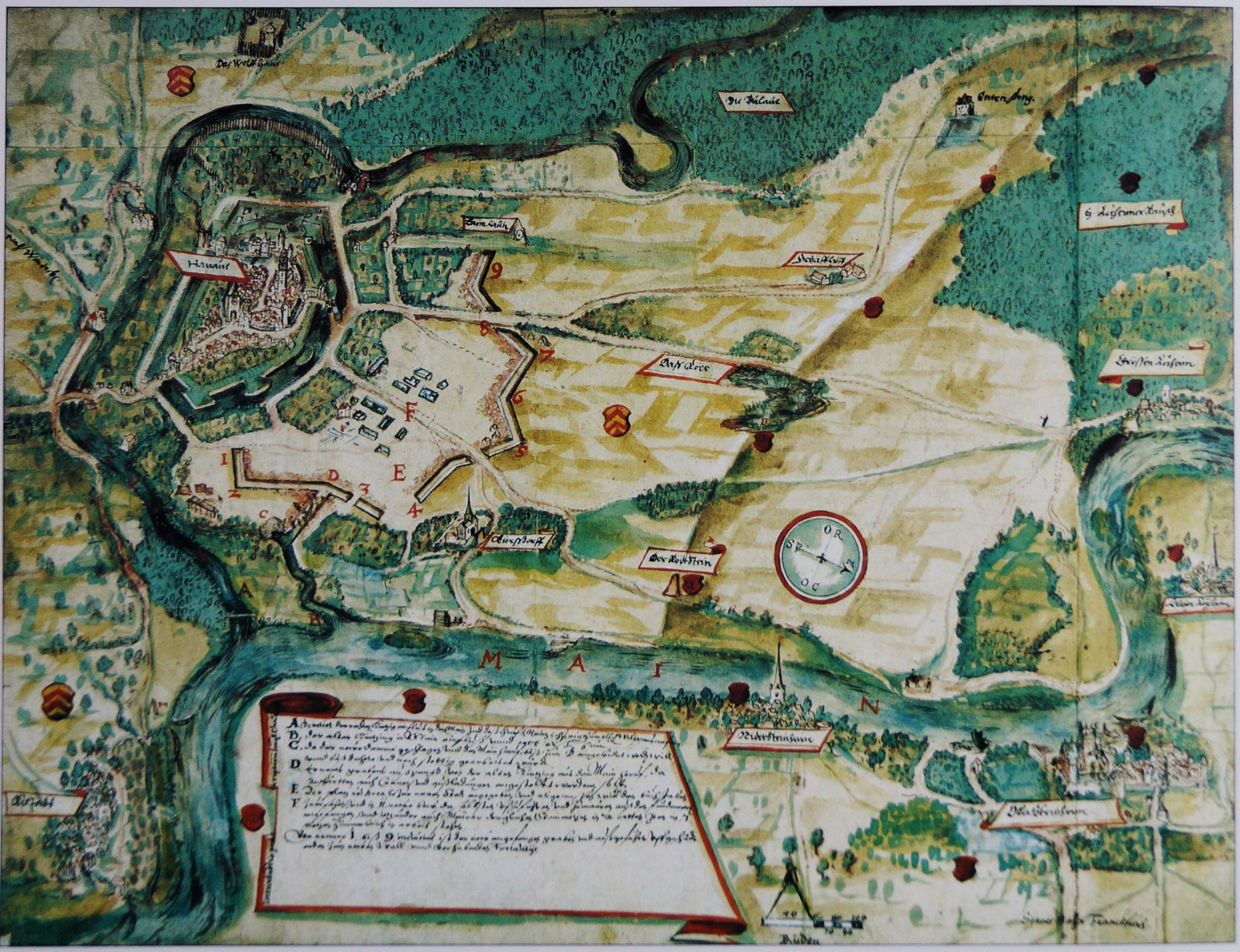
Umgebung Hanaus bei der Neustadtgründung 1597.

Als Ersterwähnung gilt mit hoher Wahrscheinlichkeit eine Urkunde aus dem Jahr 815, die den Ort Egihelmeshus prope transitum fluvii Chinzicha nennt. Nicht ganz gesichert ist, ob der Ort mit einer weiteren Wüstung im Hanauer Stadtgebiet namens Helwigshausen identisch ist. Der Hanauer Historiker und Archivar Johann Adam Bernhard vermutete Helwigshausen in der Nähe der Rosenau westlich von Hanau. Ernst Julius Zimmermann hielt beide Orte für identisch.
Die Bewohner lebten in mehreren Einzelhöfen. In einer Urkunde der Präsenz Hanau von 1436 ist ein Ziegelhof zu Heylmanshusen erwähnt, was einen Hinweis auf die wirtschaftliche Grundlage des Ortes gibt. 1439 ist ein eigener Hirte der Ortschaft belegt. Ein Niedergang ist aber bereits früh im 16. Jahrhundert festzustellen. Graf Balthasar von Hanau-Münzenberg kaufte 1530 die letzten verbliebenen Hofreiten auf und schlug sie dem herrschaftlichen Lehrhof zu.